# Cursa de Karts de Coixinets de Sant Just Desvern
Les tradicionals curses de 'karts' de coixinets a Sant Just Desvern es remunten a l'any 1976, a partir de la iniciativa d'un grup de joves de l'Agrupament Escolta Martin Luther King de la mateixa població que, amb uns senzills vehicles, van llençar-se per un carrer de fort pendent. La primera competició es va celebrar a la tardor de l'any següent, amb la participació de 8 'karts'. Des de l'any 1983 la cursa està organitzada per una comissió organitzadora.
Els 'karts', que són biplaça i poden arribar als 50 km/h, han de complir amb una normativa específica que marca l'organització de la competició. S'hi destaca que no pot comptar amb motors, que s'ha de desplaçar sobre rodaments o coixinets d'acer, que no pot sobrepassar determinades mides, i que ha de disposar de frens eficaços.
Les curses de 'karts' de coixinets de Sant Just Desvern apareixen a la web del patrimoni festiu de Catalunya de la Generalitat de Catalunya. El novembre de 2022 es va celebrar la seva 45a edició amb 122 participants, en la que es va estrenar una nova escultura de l'artista Toni Cubells que fa les funcions de podi on entregar els premis als guanyadors.